# Angélica Liddell
Angélica Liddell   (Figueres, 2 d'octubre de 1966) nom artístic de Catalina Angélica González Cano és una dramaturga i actriu catalana.

## Biografia
Nascuda l'any 1966 a Figueres (Alt Empordà), es llicencià en Psicologia i Art dramàtic. A partir de 1988, va començar la seva carrera com a dramaturga. Dins dels autors teatrals contemporanis, sorgits a partir dels anys vuitanta, Angélica Liddell és un dels noms més valorats. En 1993, Angélica Liddell funda Atra Bilis Teatro. El seu teatre fuig de tota dramatúrgia convencional, amb dialèctiques impossibles i produccions que es troben entre l'expressionisme punyent, la crítica social, la puresa, l'escatologia i la recerca del significat a través del dolor i la subversió.
Sobre aquesta autora, Ana Vidal Egea ha escrit una tesi doctoral ("El teatro de Angélica Liddell (1988-2009)"

## Obra dramàtica[3]
- 1988. Greta quiere suicidarse.
- 1993. Leda.

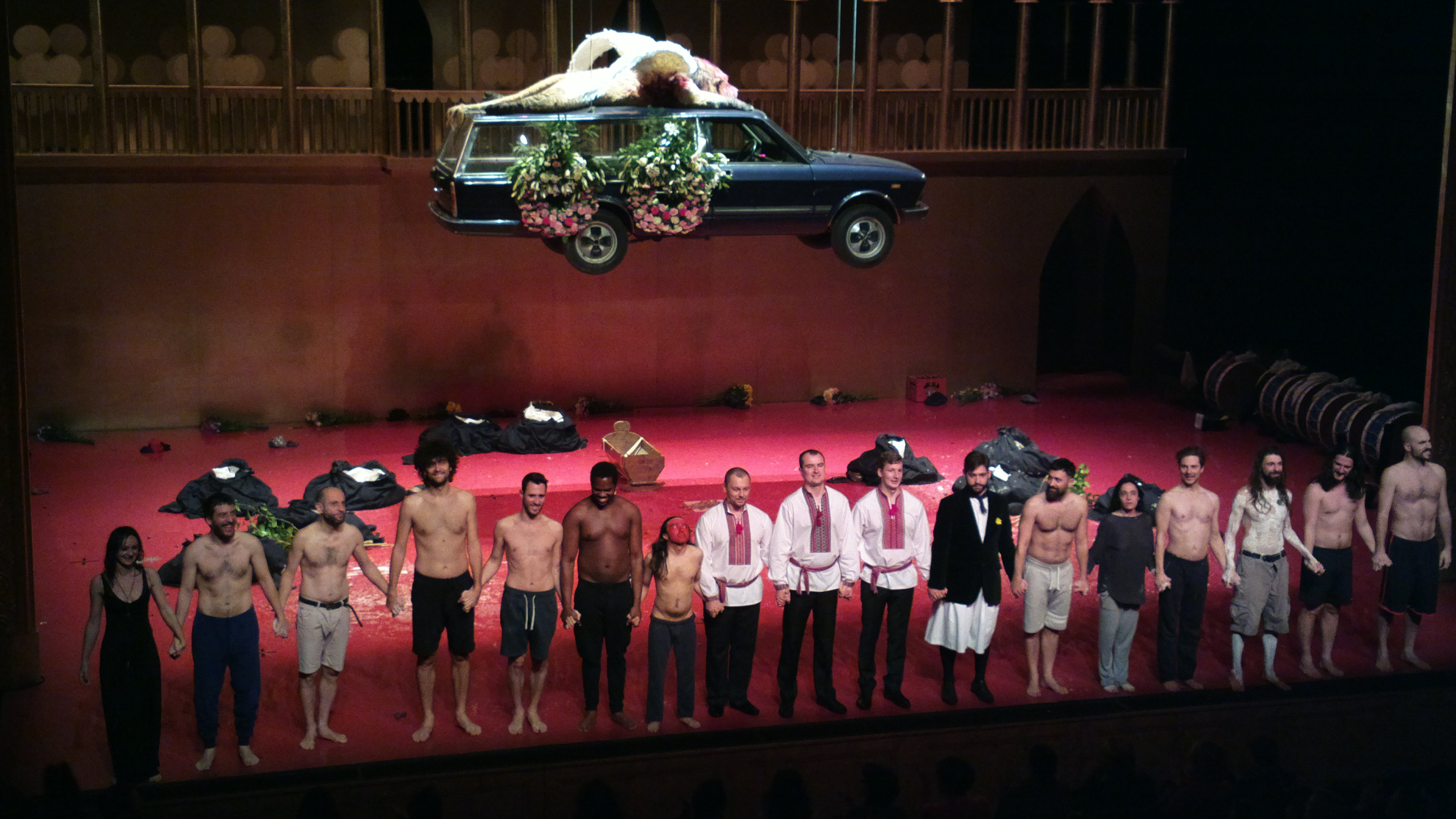
Angélica Liddell : Tu ets el meu destí (Lo stupro di Lucrezia)

- 1996. Suicidio de amor por un difunto desconocido.
- 1999. Perro muerto en tintorería: los fuertes. (Obra seleccionada pel Centro Dramático Nacional per ser inclosa en la Red de Teatros Europeos).
- 2000. La falsa suicida.
- 2001. Once upon a time in West Asphixia.
- 2003. Hysteria Passio
- 2005. Y cómo no se pudrió Blancanieves
- 2005. El año de Ricardo
- 2006. Boxeo para células y planetas
- 2007. Perro muerto en tintorería: los fuertes
- 2008. Anfaegtelse
- 2009. La casa de la fuerza
- 2011. "Maldito sea el hombre que confía en el hombre, un proyecto de alfabetización"
- 2013. "Todo el cielo sobre la tierra (el sindrome de Wendy)"
- 2013. " Ping Pang Qiu".
- 2014. "Tandy"[4]

Les tres darreres formen una trilogia relacionada amb la Xina. La va iniciar, sense proposar-s'ho amb “Maldito sea el hombre que confía en el hombre: Un proyecto de alfabetización”, que tracta de la innocència destrossada, amb dues nenes de contes de fades, amb cases de joguines, acròbates xinesos, conills, llops...“Todo el cielo sobre la tierra (El síndrome Wendy)”,és una obra on barreja elements, en principi, tan diversos com les dures conseqüències de la Revolució Cultural, Neverland (lílla de Peter Pan) i Utoya (Noruega) i, finalment, “Ping Pang Qiu “, és un docudrama amb quatre actors i un gos, en el context del que va significar el Llibre Roig de Mao i la Revolució Cultural. Aquestes dues darreres obres van rebre crítiques molt favorables al Festival d'Avinyó de 2013.

## Obres publicades
- 2004. Tríptico de la aflicción. Publicada a la revista Acotaciones de la Real Escuela Superior de Arte Dramático.
- 2007. Actos de resistencia contra la muerte (Editorial Artezblai). Conté les obres Y los peces salieron a combatir contra los hombres, Y como no se pudrió... Blancanieves i El año de Ricardo[5]
- 2008. Belgrado. Canta lengua el misterio del cuerpo glorioso (Editorial Artezblai)[5]
- 2009. Monólogo necesario para la extinción de Nubila Wahlheim y extinción (Editorial Artezblai) consta de ¿Cómo explicarle la Pasión anotada de Nubila Wahlheim a un bebé? i La Pasión anotada de Nubila Wahlheim[5]
- 2011. La Casa de la fuerza; Te haré invencible con mi derrota; Anfaegtelse. Segovia : La Uña Rota, 2011. ISBN 9788495291196
- 2014. El centro del mundo. Segovia : La Uña Rota, 2014. ISBN 9788495291295[6]
- 2015. Ciclo de las resurrecciones.Segovia : La Uña Rota, 2015. ISBN 9788495291332[7]
- 2024. Caridad. Segovia : La Uña Rota, 2024. ISBN 9788418782503

## Premis
- Perro muerto en tintorería: los fuertes, premi Notodo del públic al millor espectacle del 2007.
- Premios Valle Inclán de Teatro (2007), por El año de Ricardo.[8]
- Premi SGAE DE teatro 2004 per l'obra "Mi relación con la comida".
- Premi de Dramatúrgia Innovadora Casa de América 2003, per l'obra Monólogo necesario para la extinción de Nubila Wahlheim y Extinción.
- X certamen de Relatos Imágenes de Mujer del Ayuntamiento de León pel conte "Camisones para morir".
- VIII Certámenes literarios nacionales Ciudad de Alcorcón por la obra Greta quiere suicidarse.
- Premi FAD Sebastià Gasch del 2011[9]
- Premi Nacional de Literatura Dramàtica de les Lletres Espanyoles de 2012, per La casa de la fuerza[10]